# Simon von Trient

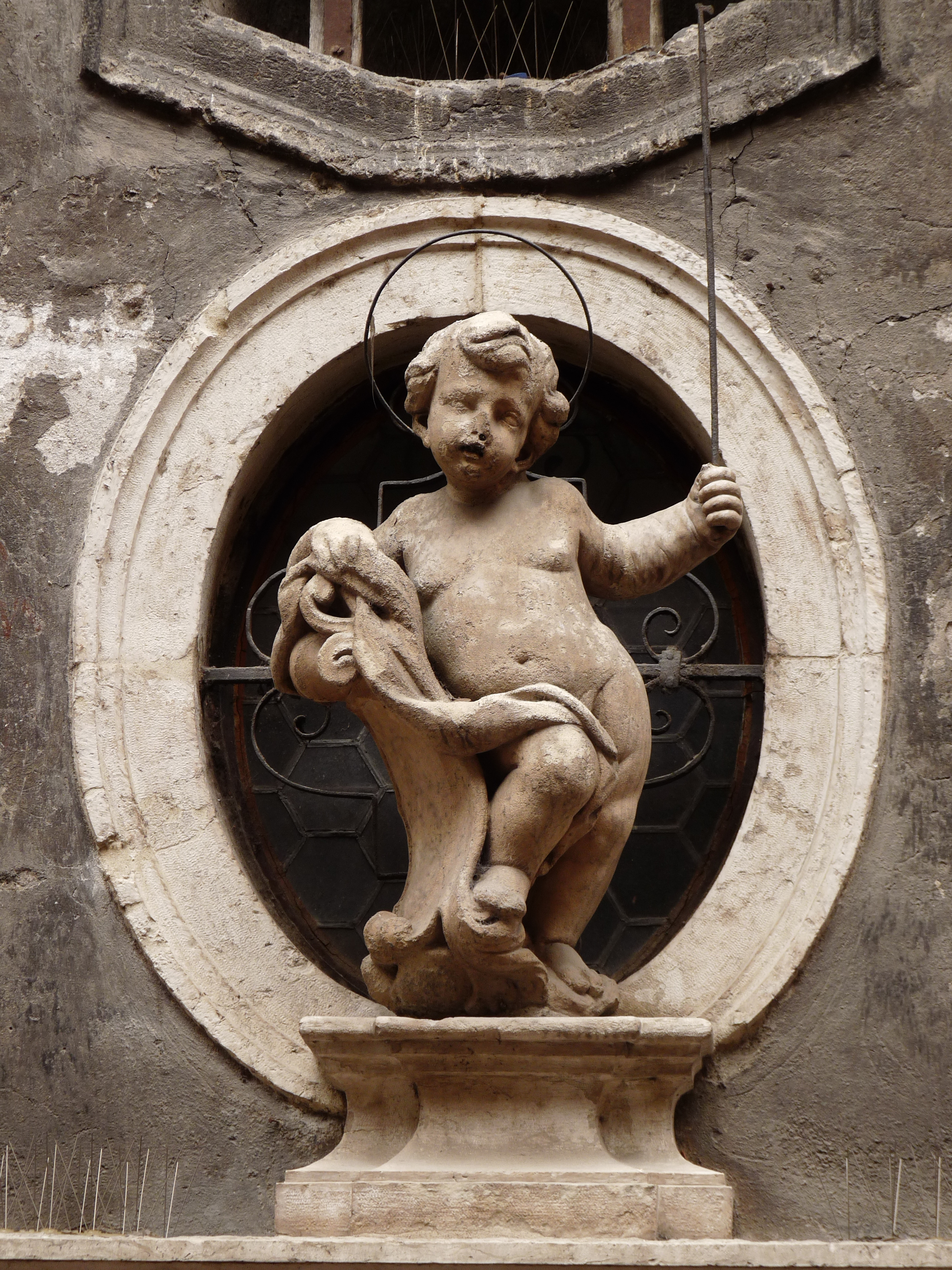
Statue in der Via del Simonino (Trient), 18. Jahrhundert

Simon von Trient (regionale dt. Varianten auch Simmele von Trient; Simmerl von Trient, italienische Varianten Simone da Trento, beato / san Simonino, * um 1472 in Trient; † 26. März 1475 ebenda) war ein in der römisch-katholischen Kirche als Märtyrer verehrtes Kind, das angeblich einem Ritualmord von Juden zum Opfer gefallen sein soll. Sein Fall ist eine der bekanntesten und langlebigsten antijudaistischen Ritualmordlegenden. Sie wurde erst im Jahr 1965 vom örtlichen Bischof endgültig verworfen.
Der Folterprozess von 1475 gegen die als Täter inhaftierten Juden diente den Betreibern um Fürstbischof Johannes Hinderbach als Grundlage und Rechtfertigung für Judenpogrome. Von den inhaftierten Juden wurden 14 hingerichtet, mehrere starben infolge der Haftbedingungen und der Folter. Einige weitere Ritualmordlegenden und Opferkulte wurden infolge dieses Geschehens geschaffen.